# Dipolo elettrico

Linee di forza del campo elettrico generato da un dipolo elettrico. Il dipolo consiste di due cariche puntiformi di polarità opposta poste vicine.

Un dipolo elettrico, in elettrostatica,  è un sistema composto, da due cariche elettriche uguali e di segno opposto e separate da una distanza costante nel tempo. È uno dei più semplici sistemi di cariche elettriche che si possano studiare e rappresenta il  primo termine dello sviluppo in multipoli del campo elettrico generato da un insieme di cariche globalmente neutro.

## Momento di dipolo

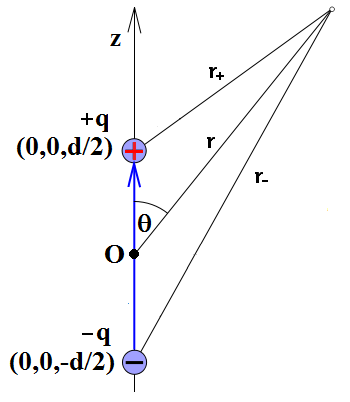
Un dipolo elettrico

Dato un sistema di cariche, si definisce  momento di dipolo (in questo caso elettrico), una grandezza vettoriale in modulo eguale al prodotto della carica positiva per la distanza tra le cariche e il cui verso va dalla carica negativa a quella positiva. Le dimensioni sono quella di una carica per una lunghezza e quindi nel S.I. si misura in Coulomb per metro. Quindi se ci sono due cariche uguali ma di segno opposto {\displaystyle +q} e {\displaystyle -q} a distanza 
{\displaystyle d}, il momento di dipolo vale:
{\displaystyle \mathbf {p} =q\mathbf {d} }
dove {\displaystyle \mathbf {d} } è il vettore posizione dalla carica negativa alla carica positiva e, in elettrostatica, si ipotizza che {\displaystyle \mathbf {\dot {d}} =\mathbf {0} }
cioè la derivata del vettore {\displaystyle \mathbf {d} } rispetto al tempo deve essere nulla, ovvero il vettore {\displaystyle \mathbf {d} } si mantiene costante (in modulo, direzione e verso) nel tempo.

## Potenziale scalare

Schematizzazione del potenziale scalare generato da un dipolo orientato orizzontalmente.

In un punto situato a grande distanza dal centro del dipolo (grande, va inteso, rispetto all'estensione fisica d del dipolo stesso), il potenziale elettrostatico generato dal dipolo è molto ben approssimato dalla seguente formula:
{\displaystyle V_{\mathbf {p} }(\mathbf {r} )={\frac {qd\cos \theta }{4\pi \varepsilon r^{2}}}={\frac {\mathbf {p} \cdot \mathbf {r} }{4\pi \varepsilon r^{3}}}}dove:
- {\textstyle \mathbf {p} } è il vettore momento dipolo (secondo la definizione {\textstyle \mathbf {p} =q\mathbf {d} });
- {\textstyle \mathbf {r} } è il vettore che identifica il generico punto P nello spazio rispetto al punto medio del dipolo (con {\textstyle |\mathbf {r} |\gg |\mathbf {d} |} ovvero {\displaystyle r\gg d}) ;
- {\textstyle \varepsilon } è la permittività elettrica del mezzo (questa equazione vale anche in un mezzo diverso dal vuoto).

Da tale formula risulta evidente che il valore del potenziale elettrostatico nel punto P dipende dai vettori {\textstyle \mathbf {p} } (momento di dipolo) e {\textstyle \mathbf {r} } (posizione del punto P rispetto al punto medio tra le due cariche) e quindi anche dal loro rispettivo orientamento.
In particolare il potenziale:
- diminuisce con l'inverso del quadrato della distanza del punto P dal centro del dipolo;
- è nullo sul piano perpendicolare al dipolo ({\textstyle \theta =\pm {\frac {\pi }{2}}}) e passante per il suo centro;
- a parità di distanza, è massimo (in valore assoluto) lungo la direzione di {\textstyle \mathbf {r} } (quindi quando {\textstyle \mathbf {r} } è parallelo a {\textstyle \mathbf {p} } ovvero quando {\textstyle \theta =0});

Le considerazioni riguardanti il dipolo valgono formalmente sia nel vuoto che in presenza di materia quando {\displaystyle d\ll r}.

### Derivazione
Il potenziale elettrostatico generato da una distribuzione discreta di N cariche puntiformi è dato da:{\displaystyle V(\mathbf {r} ;\mathbf {r} _{1},\dots ,\mathbf {r} _{N},q_{1},\dots ,q_{N})={\frac {1}{4\pi \varepsilon }}\sum _{i=1}^{N}{\frac {q_{i}}{|\mathbf {r} -\mathbf {r} _{i}|}}}dove:
- {\textstyle \mathbf {r} } identifica un generico punto P nello spazio rispetto all'origine O;
- {\textstyle \mathbf {r} _{i}} è il vettore che identifica la posizione della i-esima carica rispetto all'origine O;
- {\textstyle q_{i}} è il valore della i-esima carica;
- {\textstyle \varepsilon } è la permittività elettrica del mezzo (questa equazione vale anche in un mezzo diverso dal vuoto).

Da tale formula generale è possibile ricavare il caso particolare del potenziale generato da un dipolo ovvero da un sistema di due (N=2) cariche uguali in valore assoluto ma di segno opposto ({\textstyle {q_{1}}=q} e {\textstyle {q_{2}}=-q}, con {\textstyle q>0}) le cui posizioni nello spazio siano identificate rispettivamente da {\textstyle \mathbf {r_{1}} } e  {\textstyle \mathbf {r_{2}} }. Il vettore distanza tra le due cariche sarà quindi dato da {\textstyle \mathbf {d} =\mathbf {r_{1}} -\mathbf {r_{2}} }e, di conseguenza, il vettore momento di dipolo {\textstyle \mathbf {p} =q\mathbf {d} =q(\mathbf {r_{1}} -\mathbf {r_{2}} )}. Con tali posizioni, si ottiene quindi che in un generico punto P identificato da {\textstyle \mathbf {r} }, il potenziale è dato dalla sovrapposizione dei potenziali (e quindi dalla loro somma) delle singole cariche:
{\displaystyle {\begin{aligned}V(\mathbf {r} )&={\frac {q}{4\pi \varepsilon }}\left({\frac {1}{|\mathbf {r} -\mathbf {r} _{1}|}}-{\frac {1}{|\mathbf {r} -\mathbf {r} _{2}|}}\right)={\frac {q}{4\pi \varepsilon }}{\frac {|\mathbf {r} -\mathbf {r} _{2}|-|\mathbf {r} -\mathbf {r} _{1}|}{|\mathbf {r} -\mathbf {r} _{1}||\mathbf {r} -\mathbf {r} _{2}|}}\end{aligned}}}
Definendo il vettore {\textstyle \mathbf {r} _{o}={\frac {\mathbf {r_{1}} +\mathbf {r_{2}} }{2}}} che identifica la posizione del centro del dipolo (ovvero il punto medio tra le 2 cariche) e servendosi della definizione di {\textstyle \mathbf {d} }, è possibile riscrivere i vettori  {\textstyle \mathbf {r_{1}} } e  {\textstyle \mathbf {r_{2}} } rispettivamente come:
{\textstyle \mathbf {r_{1}} =\mathbf {r_{o}} +{\frac {\mathbf {d} }{2}}} e  {\textstyle \mathbf {r_{2}} =\mathbf {r_{o}} -{\frac {\mathbf {d} }{2}}}
Da qui
{\displaystyle {\begin{aligned}V(\mathbf {r} )&={\frac {q}{4\pi \varepsilon }}{\frac {|\mathbf {r} -\mathbf {r} _{o}+{\frac {\mathbf {d} }{2}}|-|\mathbf {r} -\mathbf {r} _{o}-{\frac {\mathbf {d} }{2}}|}{|\mathbf {r} -\mathbf {r} _{o}-{\frac {\mathbf {d} }{2}}||\mathbf {r} -\mathbf {r} _{o}+{\frac {\mathbf {d} }{2}}|}}\end{aligned}}}
Senza perdere di generalità, per comodità si fissa l'origine degli assi nel centro del dipolo  {\textstyle \mathbf {r_{o}} }, ponendolo quindi convenzionalmente a {\textstyle \mathbf {0} }. In virtù di tale scelta, la posizione delle cariche risulteranno quindi rispettivamente {\textstyle \mathbf {r_{1}} ={\frac {\mathbf {d} }{2}}} e {\textstyle \mathbf {r_{2}} =-{\frac {\mathbf {d} }{2}}} (mantenendosi comunque sempre consistenti con la definizione per cui {\textstyle \mathbf {d} =\mathbf {r_{1}} -\mathbf {r_{2}} }) e ora {\textstyle \mathbf {r} }, che continua a rappresentare la posizione del punto P rispetto all'origine, identifica anche la sua posizione rispetto al centro del dipolo.
{\displaystyle {\begin{aligned}V(\mathbf {r} )&={\frac {q}{4\pi \varepsilon }}{\frac {|\mathbf {r} +{\frac {\mathbf {d} }{2}}|-|\mathbf {r} -{\frac {\mathbf {d} }{2}}|}{|\mathbf {r} -{\frac {\mathbf {d} }{2}}||\mathbf {r} +{\frac {\mathbf {d} }{2}}|}}\end{aligned}}}
Ora, ponendosi a grande distanza dal dipolo (ovvero scegliendo {\displaystyle r\gg d}), per il denominatore, si avrà che :
{\displaystyle |\mathbf {r} -{\frac {\mathbf {d} }{2}}||\mathbf {r} +{\frac {\mathbf {d} }{2}}|\approx r^{2}}
Mentre per il numeratore, denominando {\textstyle \theta } l'angolo tra il vettore {\textstyle \mathbf {r} } e il vettore {\textstyle \mathbf {d} } (e di conseguenza anche tra {\textstyle \mathbf {r} } e {\textstyle \mathbf {p} }), si ottiene che
{\displaystyle {\begin{aligned}\left|\mathbf {r} +{\frac {\mathbf {d} }{2}}\right|-\left|\mathbf {r} -{\frac {\mathbf {d} }{2}}\right|={\sqrt {\left(\mathbf {r} +{\frac {\mathbf {d} }{2}}\right)\cdot \left(\mathbf {r} +{\frac {\mathbf {d} }{2}}\right)}}-{\sqrt {\left(\mathbf {r} -{\frac {\mathbf {d} }{2}}\right)\cdot \left(\mathbf {r} -{\frac {\mathbf {d} }{2}}\right)}}=\\\left[r^{2}+rd\cos {\theta }+\left({\frac {d}{2}}\right)^{2}\right]^{\frac {1}{2}}-\left[r^{2}-rd\cos {\theta }+\left({\frac {d}{2}}\right)^{2}\right]^{\frac {1}{2}}=\\r\left(\left[1+{\frac {d}{r}}\cos {\theta }+\left({\frac {d}{2r}}\right)^{2}\right]^{\frac {1}{2}}-\left[1-{\frac {d}{r}}\cos {\theta }+\left({\frac {d}{2r}}\right)^{2}\right]^{\frac {1}{2}}\right)\end{aligned}}}
Considerando che secondo lo sviluppo di Taylor troncato al prim'ordine, ovvero trascurando i termini di ordine {\textstyle \left({\frac {d}{r}}\right)^{2}}, vale l'approssimazione {\textstyle {\sqrt {1\pm \epsilon }}\approx 1\pm {\frac {\epsilon }{2}}}, al numeratore si avrà {\textstyle |\mathbf {r} -\mathbf {r} _{2}|-|\mathbf {r} -\mathbf {r} _{1}|\approx d\cos \theta }
Si ottiene quindi finalmente l'attesa espressione per il potenziale di dipolo:
{\displaystyle V_{\mathbf {p} }(\mathbf {r} )={\frac {qd\cos \theta }{4\pi \varepsilon r^{2}}}={\frac {\mathbf {\mathbf {r} } \cdot \mathbf {p} }{4\pi \varepsilon r^{3}}}}
dove si è contratta la notazione avvalendosi del prodotto scalare:
{\displaystyle \mathbf {r} \cdot \mathbf {p} =\,rp\cos \theta =\,(q\,d)r\cos {\theta }=q\,\,d\,r\cos {\theta }}

## Campo di dipolo
Essendo il campo elettrostatico conservativo si ha che:
{\displaystyle \mathbf {E} _{0}=-\mathbf {\nabla } V_{0}}
possiamo ricavare il campo elettrico in coordinate polari sferiche oppure in coordinate cartesiane (il dipolo è orientato secondo l'asse z):
{\displaystyle {\begin{cases}E_{0r}=-{\dfrac {\partial V_{0}}{\partial r}}={\dfrac {2p\cos \theta }{4\pi \varepsilon r^{3}}}\\\\E_{0\theta }=-{\dfrac {1}{r}}{\dfrac {\partial V_{0}}{\partial \theta }}={\dfrac {p\sin \theta }{4\pi \varepsilon r^{3}}}\\\\E_{0\phi }=-{\dfrac {1}{r\sin \theta }}{\dfrac {\partial V_{0}}{\partial \phi }}=0\end{cases}}\qquad \qquad {\begin{cases}E_{0x}=-{\dfrac {\partial V_{0}}{\partial x}}={\dfrac {p}{4\pi \varepsilon }}{\dfrac {3xz}{r^{5}}}\\\\E_{0y}=-{\dfrac {\partial V_{0}}{\partial y}}={\dfrac {p}{4\pi \varepsilon }}{\dfrac {3yz}{r^{5}}}\\\\E_{0z}=-{\dfrac {\partial V_{0}}{\partial z}}={\dfrac {p}{4\pi \varepsilon }}\left[{\dfrac {3z^{2}}{r^{5}}}-{\dfrac {1}{r^{3}}}\right]={\dfrac {p}{4\pi \varepsilon }}{\dfrac {3z^{2}-r^{2}}{r^{5}}}\end{cases}}}
con intensità pari a:
{\displaystyle |\mathbf {E} _{0}(r,\phi ,\psi )|=|\mathbf {E} _{0}(x,y,z)|={\frac {p{\sqrt {1+3\cos ^{2}\theta }}}{4\pi \varepsilon r^{3}}}={\frac {p{\sqrt {(x^{2}+y^{2}+z^{2})^{2}+3z^{2}(x^{2}+y^{2}+z^{2})}}}{4\pi \varepsilon r^{5}}}}.
Si può ancora scrivere il campo come gradiente del prodotto tra il momento elettrico e il versore della distanza ridotto del quadrato della stessa. Il calcolo di tale quantità porta alla seguente espressione, più compatta:
{\displaystyle \mathbf {E} ={\frac {3\left(\mathbf {p} \cdot \mathbf {r} \right)\mathbf {r} -r^{2}\mathbf {p} }{4\pi \varepsilon r^{5}}}}

## Energia potenziale
Se un dipolo è sottoposto a forze in un campo esterno qualunque, l'energia potenziale (elettrostatica) del dipolo è data dalla differenza di potenziale tra le due cariche, supposte come al solito molto vicine:
{\displaystyle {\begin{aligned}U&=q\left[V(x+dx,y+dy,z+dz)-V(x,y,z)\right]\\&=q\left[V(x,y,z)+\mathbf {\nabla } V\cdot \mathbf {{\mbox{d}}\delta } -V(x,y,z)\right]\\&=q\mathbf {{\mbox{d}}\delta } \cdot \mathbf {\nabla } V(x,y,z)\\&=-\mathbf {p} \cdot \mathbf {E} (x,y,z)\end{aligned}}}
dove {\displaystyle \mathbf {{\mbox{d}}\delta } =(dx,dy,dz)} e {\displaystyle \mathbf {p} =q\mathbf {{\mbox{d}}\delta } } è il momento elettrico del dipolo. Esplicitando il prodotto scalare:
{\displaystyle U=-pE\cos \theta }
con {\displaystyle \theta } che rappresenta l'angolo compreso tra i due vettori.

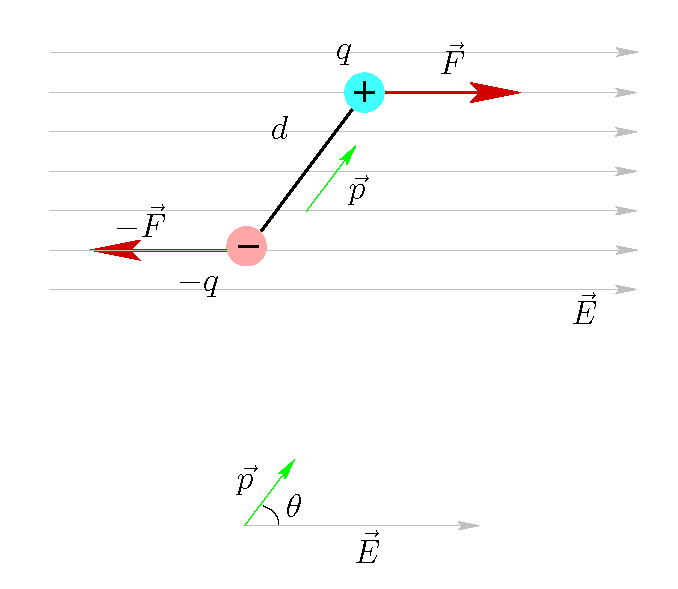
Forze agenti su un dipolo immerso in un campo esterno

## Forza di orientazione
Il lavoro infinitesimo compiuto da un sistema rigido che compie una traslazione
{\displaystyle {\mbox{d}}\mathbf {r} } e una rotazione {\displaystyle {\mbox{d}}{\boldsymbol {\theta }}} vale:
{\displaystyle {\mbox{d}}L=\mathbf {F} \cdot {\mbox{d}}\mathbf {r} +\mathbf {M} \cdot {\mbox{d}}{\boldsymbol {\theta }}}
Dove {\displaystyle \mathbf {F} } è la risultante della forza ed {\displaystyle \mathbf {M} } il momento meccanico risultante.
D'altro canto, differenziando l'energia del dipolo:
{\displaystyle {\mbox{d}}U={\frac {\partial U}{\partial \mathbf {r} }}\cdot \mathbf {{\mbox{d}}r} +{\frac {\partial U}{\partial \theta }}{\mbox{d}}\theta =\mathbf {\nabla } U\cdot \mathbf {{\mbox{d}}(r,\theta )} }
dove si è fatto uso della derivata direzionale poiché per definizione l'energia potenziale appartiene alla prima classe di continuità. A questo punto si possono confrontare le due espressioni precedenti in particolare per il campo elettrico e, tenendo presente che il gradiente agisce solo sulle coordinate x,y,z e la dipendenza da {\displaystyle \theta } è contenuta solo nel prodotto scalare:
{\displaystyle \mathbf {F} =-\mathbf {\nabla } U=(\mathbf {p} \cdot \nabla )\mathbf {E} \qquad \mathbf {M} =\mathbf {p} \times \mathbf {E} }
Se il campo elettrico è uniforme e quindi {\displaystyle \nabla \cdot \mathbf {E} =0} vi è solo un momento meccanico che tende a fare ruotare il dipolo nella direzione del campo elettrico. Mentre se il campo elettrico è variabile spazialmente, una volta che il dipolo si è allineato con le linee del campo locale, su di esso agisce una  forza che lo trascina  nella regione dove il campo è più intenso.

## Distribuzione di carica
Nel caso di una distribuzione continua di carica che occupa un volume {\displaystyle \mathrm {T} }, si può generalizzare la definizione di dipolo definendo il momento di dipolo come:
{\displaystyle \mathbf {p} =\int \limits _{\mathrm {T} }\rho (\mathbf {r'} )\,\mathbf {r'} \ d^{3}\mathbf {r'} }
dove {\displaystyle \mathbf {r} '} è il vettore che individua l'elemento infinitesimo di volume {\displaystyle d^{3}\mathbf {r} '} in {\displaystyle V} e {\displaystyle \rho (\mathbf {r} ')} è la densità volumetrica della distribuzione continua di carica.
Per una distribuzione discreta di carica, la densità di carica viene descritta attraverso le delta di Dirac:
{\displaystyle \rho (\mathbf {r} )=\sum _{i=1}^{N}\,q_{i}\,\delta (\mathbf {r} -\mathbf {r} _{i})}
dove {\displaystyle \mathbf {r} _{i}} è la posizione della carica {\displaystyle q_{i}}, ed integrando sul volume si ha:
{\displaystyle {\begin{aligned}\mathbf {p} &=\int \limits _{V}\sum _{i=1}^{N}\,q_{i}\,\delta (\mathbf {r'} -\mathbf {r} _{i})\,\mathbf {r'} \ d^{3}\mathbf {r'} \\&=\sum _{i=1}^{N}\,q_{i}\int \limits _{V}\delta (\mathbf {r'} -\mathbf {r} _{i})\,\mathbf {r'} \ d^{3}\mathbf {r'} \\&=\sum _{i=1}^{N}\,q_{i}\mathbf {r} _{i}\end{aligned}}}
Si dimostra che a grande distanza dal volume {\displaystyle \mathrm {T} } le distribuzioni di carica si comportano a tutti gli effetti  come un  dipolo {\displaystyle \mathbf {p} } sia per quanto riguarda il potenziale elettrico sia le azioni meccaniche. Mentre a piccola distanza bisogna utilizzare la formule integrali (o la sommatoria nel caso discreto) che tengono conto delle distribuzione locale della carica.

## Radiazione di dipolo oscillante
Un dipolo elettrico oscillante è un dipolo che ha polarizzazione elettrica dipendente periodicamente dal tempo, che può essere descritto da serie di Fourier formate da fattori della forma:
{\displaystyle \mathbf {p} =\mathbf {p'(\mathbf {r} )} e^{-i\omega t}}
dove {\displaystyle \omega } è la frequenza angolare. Nel vuoto i campi prodotti sono:
{\displaystyle \mathbf {E} ={\frac {1}{4\pi \varepsilon _{0}}}\left\{{\frac {\omega ^{2}}{c^{2}r}}({\hat {\mathbf {r} }}\times \mathbf {p} )\times {\hat {\mathbf {r} }}+\left({\frac {1}{r^{3}}}-{\frac {i\omega }{cr^{2}}}\right)\left[3{\hat {\mathbf {r} }}({\hat {\mathbf {r} }}\cdot \mathbf {p} )-\mathbf {p} \right]\right\}e^{i\omega r/c}}
{\displaystyle \mathbf {B} ={\frac {\omega ^{2}}{4\pi \varepsilon _{0}c^{3}}}{\hat {\mathbf {r} }}\times \mathbf {p} \left(1-{\frac {c}{i\omega r}}\right){\frac {e^{i\omega r/c}}{r}}}
In una posizione distante dal dipolo, per {\displaystyle \scriptstyle r\omega /c\gg 1}, i campi tendono a formare un'onda sferica nella configurazione limite:
{\displaystyle \mathbf {B} ={\frac {\omega ^{2}}{4\pi \varepsilon _{0}c^{3}}}({\hat {\mathbf {r} }}\times \mathbf {p} ){\frac {e^{i\omega r/c}}{r}}\qquad \mathbf {E} =c\mathbf {B} \times {\hat {\mathbf {r} }}}
che produce una potenza totale, mediata nel tempo, data da:
{\displaystyle P={\frac {\omega ^{4}}{12\pi \varepsilon _{0}c^{3}}}|\mathbf {p} |^{2}}
L'energia associata alla radiazione emessa non viene distribuita in modo isotropo, essendo concentrata intorno alla direzione perpendicolare al momento di dipolo, e tale equazione viene spesso descritta tramite l'utilizzo delle armoniche sferiche.
Il campo elettromagnetico associato al dipolo oscillante è alla base di numerose applicazioni tecnologiche, a partire dall'antenna a dipolo.

## Molecole
In chimica il momento di dipolo elettrico di una molecola può in genere essere misurato o anche calcolato con metodi quantomeccanici e può essere riferito alla somma vettoriale di tutti i momenti di dipolo di legame presenti nella molecola stessa. Una molecola avente momento elettrico uguale a zero è detta apolare: questo è il caso, ad esempio, del metano o del biossido di carbonio le cui strutture geometriche (rispettivamente tetraedrica e lineare) annullano l'effetto dei singoli momenti dipolari di legame (il risultante è nullo). Legami omogenei, come quelli tra due atomi di cloro per formare una molecola Cl2, non sono polari, essendo la differenza di elettronegatività nulla, e quindi non originano un momento elettrico. Comunemente si orienta il vettore momento elettrico delle entità chimiche con il verso rivolto verso la carica negativa, che corrisponde all'elemento più elettronegativo.